# Кадиржан Батиров
Кадиржан Батиров (узб. Qodirjon Botirov), при народженні Кадиржан Алимжанович Батиров (рос. Кадыржан Алимжанович Батыров) — киргизький підприємець, ексдепутат Жогорку Кенеш, лідер узбецької громади Киргизстану (віцепрезидент республіканського Узбецького національно-культурного центру, президент Узбецького національно-культурного центру Джалалабадської області).

## Біографія
Президент побудованого на власні кошти приватного університету Дружби народів імені Аліма Батирова. Державний радник 2-го класу. Член політради партії «Батьківщина». Нагороджений медаллю «Данк» за зміцнення міжнаціональної злагоди. Почесний громадянин міста Джалал-Абад. У період правління Бакієва зазнав сильного тиску з боку влади. З боку братів Бакієвих, в помсту за опонування Бакієвим на виборах до Жогорку Кенеш 2005 року було організовано арешти підприємств, земельних ділянок і житлового будинку, що належать підприємствам К. Батирова. З боку правоохоронних органів на Батирова було порушено кримінальну справу за звинуваченнями в розпалюванні міжнаціональної ворожнечі та збройного заколоту проти урядових військ у місті Жалалабад. Отримав політичний притулок у Швеції. Помер 4 грудня 2018 року в Одесі.